# Lajos Kossuth

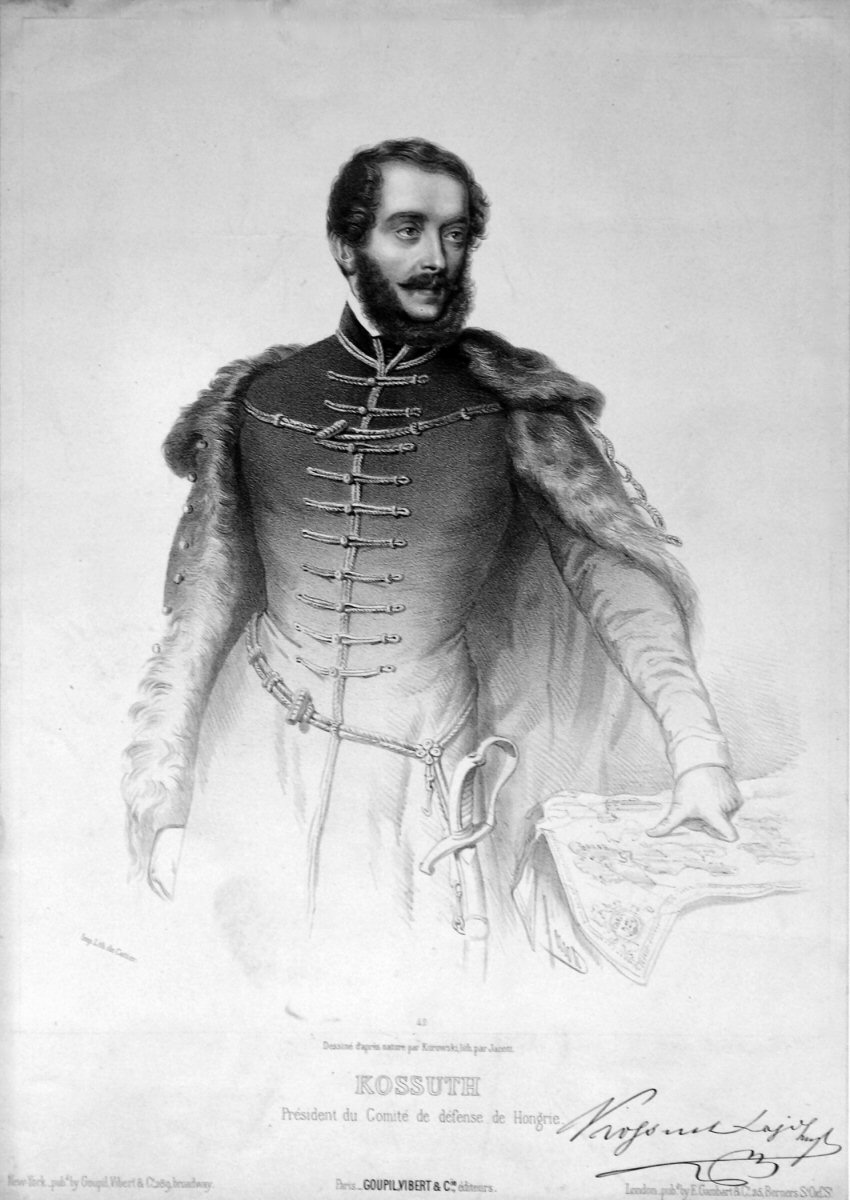
Lajos Kossuth

Lajos Kossuth de Udvard et Kossuthfalva ([ˈlɒjoʃ ˈkoʃut]; Nederlands ook: Lodewijk Kossuth) (Monok, 19 september 1802 - Turijn, 20 maart 1894) was een Hongaars nationalistisch en liberaal politicus, vader van Ferenc Kossuth. Hij was afkomstig uit de lagere aristocratie.

## Liberaal afgevaardigde in de Hongaarse landdag
Lajos Kossuth uitte zich in diverse dagbladen (o.a. Pesti Hirlap) als een nationalist en liberaal. Lajos was enige tijd werkzaam als rentmeester op een groot landgoed van een grootgrondbezitter. Hij trad enige malen op in de Hongaarse Landdag als plaatsvervanger voor de grootgrondbezitter. In 1847 werd hij onafhankelijk lid van de landdag en trad op als meeslepend redenaar. Hij bepleitte de afschaffing van de feodale rechten en een afzonderlijke regering voor het Hongaarse rijksdeel van Oostenrijk. Tevens zette hij zich in voor de vrijheid van drukpers.

## Revolutionair en president-gouverneur van Hongarije
In het eerste liberale kabinet van Lajos Batthyány (maart 1848 - september 1848) trad hij op als minister van Financiën. Hij oefende een beslissende invloed uit op de totstandkoming van de liberale grondwet van 1848. In september 1848 werd hij zelf premier. Hij koerste steeds meer af op onafhankelijkheid van Hongarije en riep de republiek uit. Kossuth zelf werd president-gouverneur van de nieuwe republiek. Oostenrijk viel daarop Hongarije binnen. De Oostenrijkse opmars verliep moeizaam en de regering-Kossuth hield voorlopig stand dankzij het optreden van de Hongaarse veldheer Artúr Görgei en diens nationale troepen.

## Ballingschap
Toen de Russen zich echter met de zaak gingen bemoeien en zich aan de zijde van Oostenrijk in de strijd mengde, leed het Hongaarse leger een aantal nederlagen op rij. Kossuth droeg de macht ten slotte over aan Görgey en week met zijn gezin uit naar Turkije. Hij leefde vervolgens ruim 45 jaar in ballingschap in Turkije, Groot-Brittannië, de Verenigde Staten van Amerika, opnieuw Groot-Brittannië.
Hij was o.a. lid van het Europese republikeinse comité. In 1859 vormde hij het Hongaarse Legioen dat aan de zijde van Giuseppe Mazzini streed tegen de Oostenrijkers en de Italiaanse vorsten. Op 1 april 1894 werd zijn lichaam met veel pracht en praal bijgezet op het heldenplein in Boedapest.

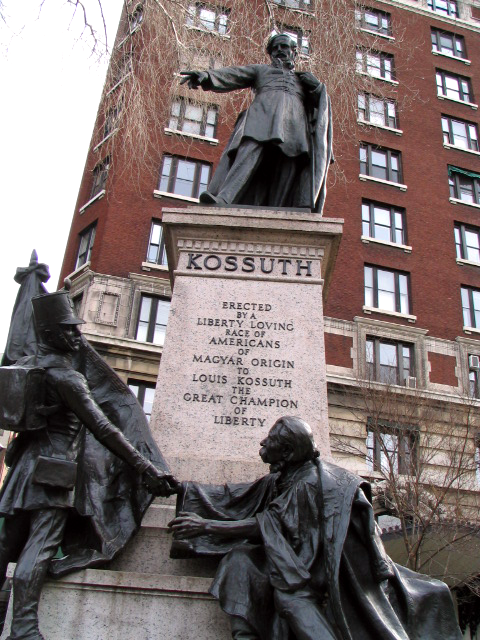
Een Kossuth-standbeeld (Manhattan)
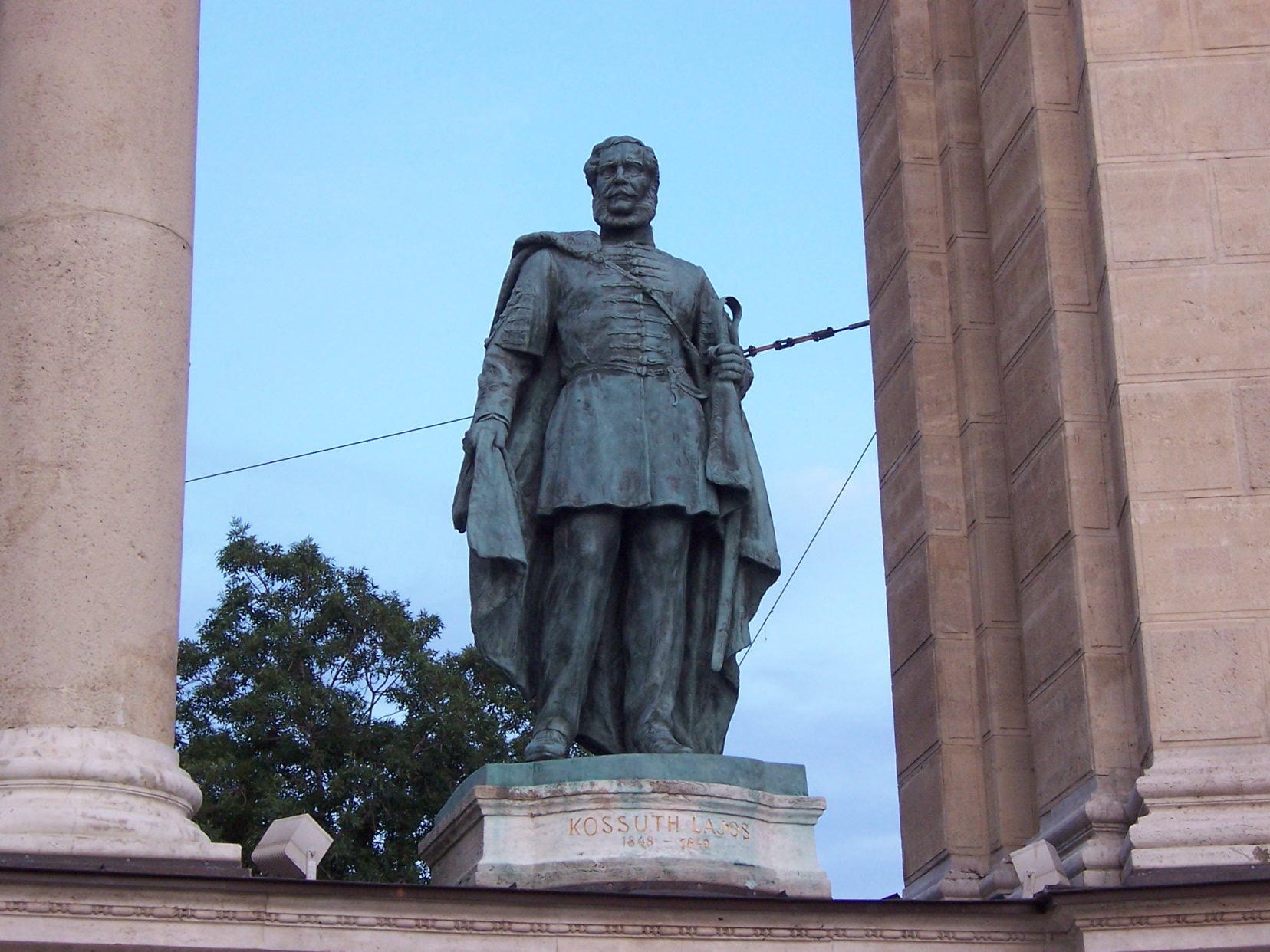
Kossuth op het Heldenplein in Boedapest
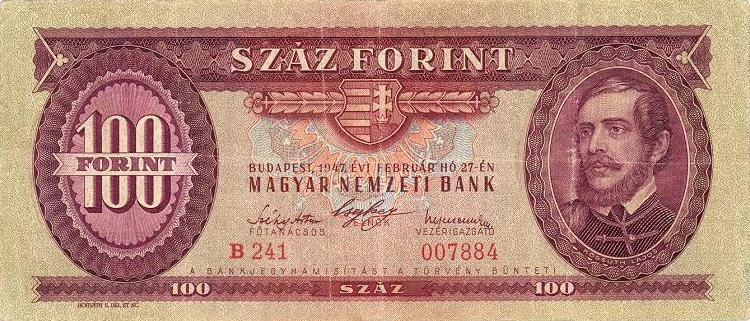
Op het 100 forint biljet
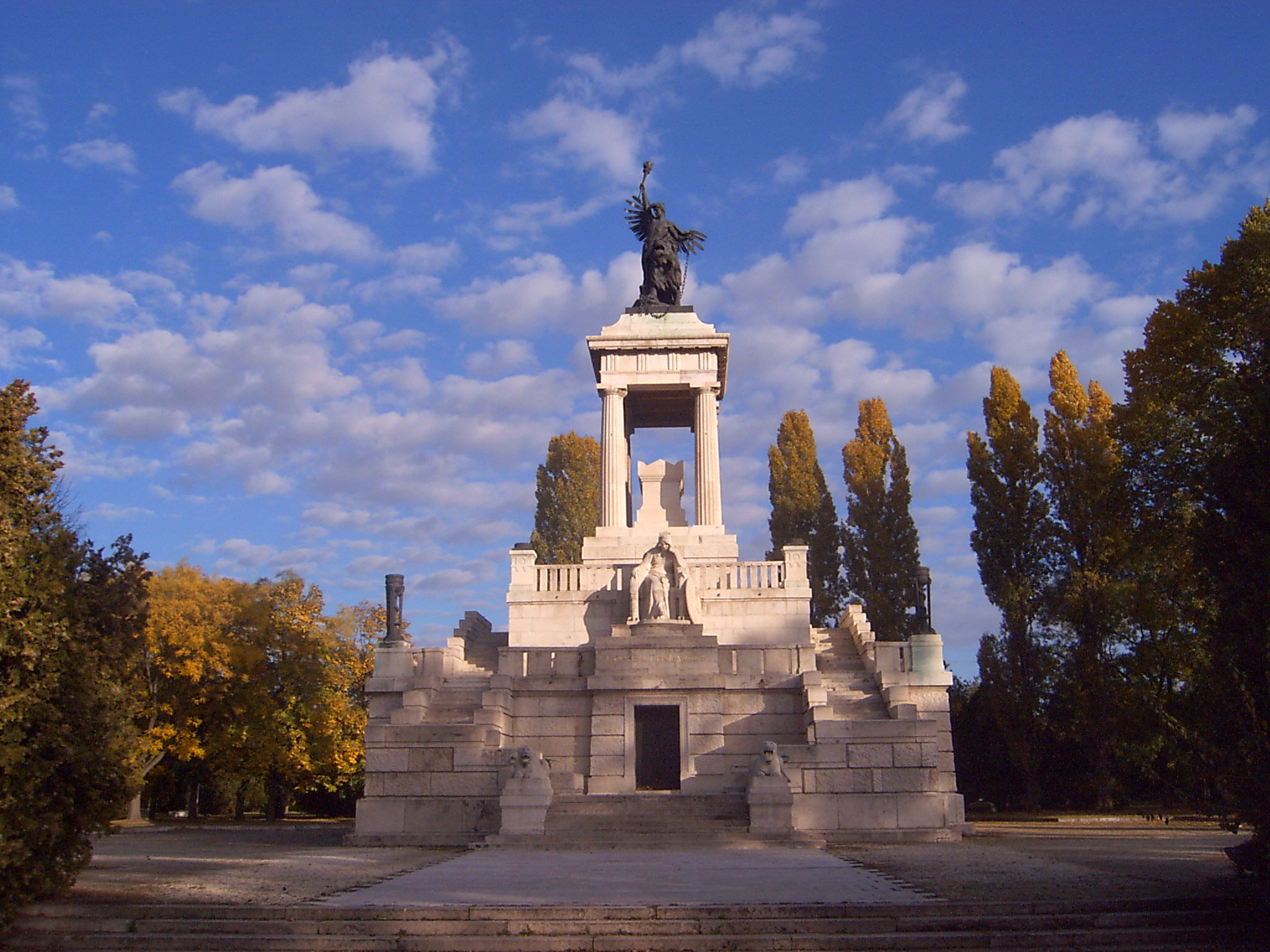
Kossuths graf